# Іслям II Ґерай
Ісля́м II Ґера́й[джерело?], часто трапляється традиційна форма Ісла́м-Гіре́й (крим. II İslâm Geray, ۲اسلام گراى‎; ? — 1588) — кримський хан у 1584—1588 рр. з династії Ґераїв, наступник Мехмеда II Ґерая, попередник  Гази II Ґерая. Син Девлета I Ґерая.

## Біографія
Свого часу батько відправив Ісляма Ґерая до Стамбула, де той багато років прожив при султанському дворі. 1574 р. покинув османську столицю, переселившись у Бурсу, де поселився в суфійському текіє. Будучи дервішем, займався виключно духовним вдосконаленням і був далеким від політики. Однак султан примусив Ісляма Ґерая стати ханом.
Після прибуття до Криму Іслям II Ґерай опинився в центрі внутрішньополітичної кризи, викликаної вбивством Мехмеда II Ґерая і вигнанням мансурських беїв. Брат і сини покійного Мехмеда II Ґерая знайшли притулок в Московській Астрахані, їх були готові підтримати московський князь, величезні маси Мансурів та інших ногайських родів. Москва примусила хана стати її васалом, погрожуючи у разі відмови вторгненням до Криму Мурада Ґерая на чолі ногайсько-московського війська. У наслідок цього свобода політичних дій Ісляма II Ґерая була сильно обмежена.
Кримське суспільство було розколото. Частина беїв чекала повернення прихильників Мехмеда II Ґерая (Мурада або Гази Ґераїв), оскільки була незадоволена засиллям Ширінів, на яких спирався хан. Ак-Керманські ногайці, проявивши непокірність ханові, всупереч забороні нападали на підвладну султанові Молдавію, що ускладнювало відносини Ісляма II з Османською імперією.
1584 року Саадет Ґерай, старший син убитого Мехмеда II Ґерая, зробив великий похід на Кримське ханство. На чолі 15-тисячного ногайського війська Саадет Ґерай вступив до Криму і захопив Бахчисарай, де вступив на ханський престол. Іслям II Ґерай і калга Алп Ґерай втекли до Кафи. Іслям II Ґерай звернувся за допомогою до Стамбулу, звідки султан Мурад III надіслав в Кафу велике військо. У битві в долині річки Індол Алп Ґерай на чолі османського війська розгромив Саадет II Ґерая, що змушений був тікати з Криму в ногайські кочовища. Іслям II Ґерай щороку чекав нового удару з боку вигнанців. У наступному 1585 році Алп Ґерай відбив нове вторгнення Саадет Ґерая.
Цією боротьбою скористалися запорозькі козаки на чолі з Яном Оришевським і Михайлом Ружинським, які грабували ногайські улуси, завдали татарам поразки у битві на Кальміусі, захопивши 40 000 коней здобичі. Спроба війська на чолі з ханом наздогнати козаків зазнала невдачі: козаки завдали поразки Іслям II Ґераю в битві на переправі через Дніпро біля о. Таволжанському.
Іслям II Ґерай був глибоко релігійною людиною. Увів поминання імені султана перед ім'ям правлячого хана в суспільній молитві (до того часу султан взагалі не згадувався в ній). Водночас відправляв війська на грабування південних земель Московського царства і Великого князівства Литовського. Натомість козаки на чолі із Ружинським 1587 року захопили важливу фортецю Ак-Чукум.
1588 року запорозькі козаки на чолі із Лук'яном Чорнинським сплюндрували 17 татарських поселень між Гезлевом і Перекопом. 
Помер 1588 року в Аккермані, готуючись до походу на Польщу як помсту за напад запорожців. Похований при місцевій мечеті.

## Сім'я
Дружини
- Невідома наложниця — мати ханзаде Мубарека.
- Невідома наложниця — донька Урус Ісмаіла, князя Великої ногайської орди.

Сини
- ханзаде Мубарек Ґерай